# George Bruns
George Edward Bruns (3. července 1914 Sandy, Clackamas County – 23. května 1983 Portland) byl americký hudební skladatel, který složil hudbu do mnoha filmů společnosti The Walt Disney Company. Za svou práci byl nominován na čtyři Oscary. Byl také profesionálním hudebníkem, hrál na pozoun, tubu a smyčcový bas. Jeho manželkou byla v letech 1946–1983 Ilenne Woodsová. Zemřel na infarkt myokardu v 68 letech.